# Tom Clancy’s Rainbow Six: Take-Down – Missions in Korea
Tom Clancy’s Rainbow Six: Take-Down – Missions in Korea — игра в жанре тактический 3D-шутер, разработанная и изданная компанией Kama Digital Entertainment, которая купила права использования движка из Rainbow Six: Rogue Spear для разработки своей игры с основными различиями в содержании и событиях, происходящих на южнокорейской земле.
В игре Радуга развёрнута в Южной Корее и сражается с вооружёнными террористами и преступниками, которые совершили различные акты, в основном против южнокорейских граждан. Позже они узнают, что на самом деле они сталкиваются с группой якудза, пытающейся перехитрить и занять их.

## Разработка
На пресс-конференции 5 февраля 2001 года было объявлено, что игра будет выпущена в июне 2001 года. Несмотря на обещания Red Storm Entertainment, что игра будет выпущена на международном уровне, она не была выпущена в Северной Америке, Европе или любой другой стране, кроме Южной Кореи.